# Hidrovia Paraná-Tietê

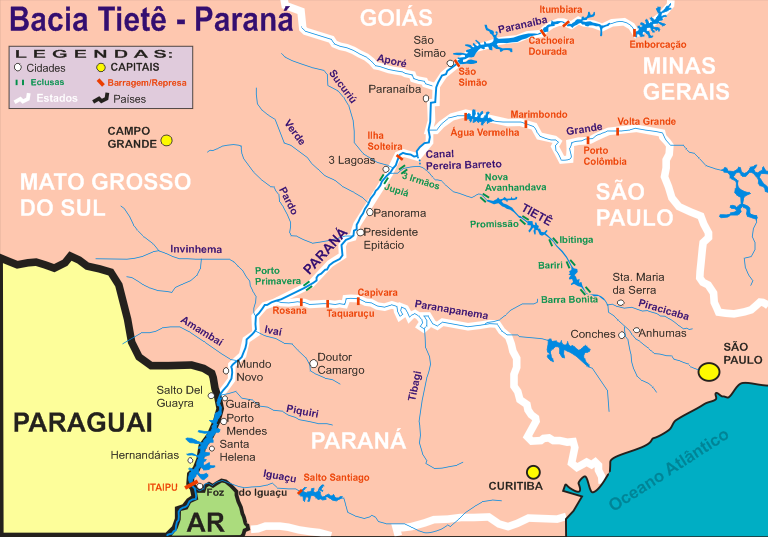
Carte du Bassin du haut Paraná brésilien, avec détails pour les cours d'eau faisant partie du projet Hidovia Paraná-Tietê (cliquez pour agrandir et voir correctement).

L'Hidrovia Paraná-Tietê est une voie de navigation brésilienne située entre les trois régions, Région Sud, Région Sud-Est, et région Centre-ouest du Brésil, qui permet le transport de charges et de passagers au long des Rios Paraná et Tietê. 

## Rio Paraná et Rio Tietê
Rappelons d'abord que le Paraná est formé de deux branches mères, le Rio Paranaíba et le Rio Grande. Le cours d'eau résultant de leur confluence prend alors le nom de Paraná. Ce confluent se fait à plus ou moins trente km au sud de la ville de Paranaíba et est actuellement ennoyé par le lac du barrage d'Ilha Solteira situé lui, en aval de ce confluent, donc par définition sur le Paraná.
Quant au Rio Tietê, il est le premier affluent gauche du dit Paraná. Il provient des environs de la mégalopole brésilienne de São Paulo qu'il traverse en plein centre, puis traverse de part en part le très riche État de São Paulo pour se jeter dans le Paraná dont il est l'affluent brésilien de loin le plus important. Son confluent avec le Paraná est lui aussi submergé par un lac artificiel, celui du barrage de Jupiá. 

## Utilité économique
Un système d'écluses permet le passage au niveau des dénivellations des nombreux barrages existant sur les deux cours d'eau. 
C'est une voie très importante pour l'écoulement de la production agricole des États du Mato Grosso, du Mato Grosso do Sul, de Goiás et partiellement du Rondônia, du Tocantins et du Minas Gerais. Actuellement l'hidrovia transporte 2 millions de tonnes de fret par an (chiffres de 2001). On y a construit 12 terminaux portuaires, distribués sur une surface de 760 000 kilomètres carrés, soit 76 millions d'hectares. Dès l'entrée en opération de cette voie, on a favorisé l'implantation de 23 pôles industriels, de 17 pôles touristiques et de 12 pôles de distribution. Ce qui fait plus ou moins 4 000 emplois directs.

## Description du réseau
L'hidrovia permet la navigabilité sur le Rio Piracicaba, depuis son confluent avec le Rio Tietê jusqu'à 22 kilomètres en amont du confluent, et sur le Rio Tietê, depuis la ville pauliste de Conchas, située à moins de 150 kilomètres de la mégalopole de São Paulo, 
jusqu'à sa rencontre avec le Paraná, c’est-à-dire sur une distance totale de 554 km. 
La navigabilité est aussi assurée sur le Rio Paranaíba, depuis la base du barrage de São Simão en amont, jusqu'au confluent avec le Rio Grande (lieu de départ du Paraná proprement dit), soit une longueur de 180 km de voies navigables, ainsi que sur le Rio Grande, depuis la base du barrage d'Água Vermelha jusqu'à son confluent avec le Rio Paranaíba, point de départ du Paraná, soit un secteur de 59 km.
Est également navigable, le Rio Paraná proprement dit, depuis le confluent des rios Grande et Paranaíba, jusqu'au barrage d'Itaipu, donc sur une longueur de 800 km.
Enfin la navigabilité est assurée sur le canal Pereira Barreto, qui relie le lac du barrage de Três Irmãos, sur le Rio Tietê, au Rio São José dos Dourados, affluent de la rive gauche du Rio Paraná, qui aboutit actuellement dans le lac de retenue du barrage d'Ilha Solteira. Ce secteur a une longueur de 53 km.

## Répartition chiffrée du réseau navigable
La navigation du système de l'Hidrovia Paraná-Tieté, grâce au barrage d'Itaipu s'étend sur 
170 km en aval des rapides et cataractes de La Guaira, qui auparavant interdisaient toute navigation en ces endroits. On obtient ainsi un total de 1 850 km pour le système, comprenant outre le haut Paraná, le Río Tieté et les biefs navigables des rios Grande et Paranaíba, ainsi que les cours inférieurs d'autres affluents navigables moins importants. Ce réseau se résume de la façon suivante : 
| Cours d'eau | secteur navigable                        | kilomètres |
| ----------- | ---------------------------------------- | ---------- |
| Paraná      | d'Itaipú au confluent des branches mères | 789        |
| Tieté       | du Paraná à Laras                        | 679        |
| Paranaíba   | de la confluence à São Simão             | 180        |
| Rio Grande  | de la confluence à Agua Vermelha         | 59         |
| Autres      | Affluents Divers                         | 143        |
| Total       |                                          | 1 850      |

Tout au long de ce système, l'Hidrovia Paraná-Tietê est navigable toute l'année et les différents secteurs et biefs peuvent tous communiquer entre eux grâce aux écluses. 